# قسم شيروان الريفي (مقاطعة بروجرد)
قسم شیروان الريفي (بالفارسية: دهستان شیروان) هي منطقة ريفية تقع في إيران في قسم. يقدر عدد سكانها بـ 21,710 نسمة .